# Wilhelm Topinek
Wilhelm Topinek (ur. 16 stycznia 1880 w Kętach, zm. ?) – polski działacz socjalistyczny i związkowy, poseł na Sejm II kadencji w II RP.

## Życiorys

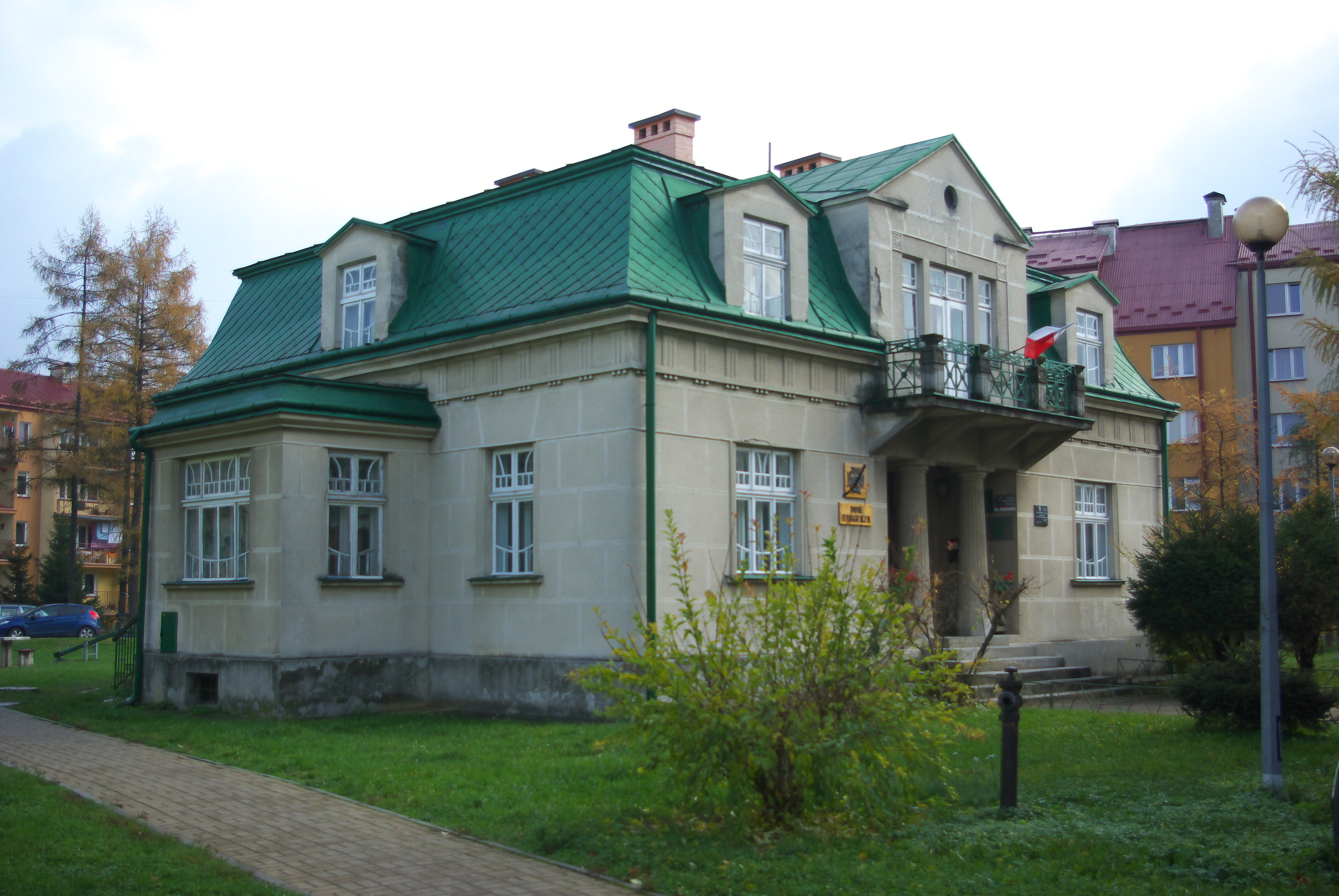
Dom Wilhelma Topinka w Sanoku

Urodził się 16 stycznia 1880 w Kętach jako syn Józefa. Ukończył sześć klas wydziałowych i szkołę przemysłową. Pracował jako robotnik (tokarz-metalowiec). Był zatrudniony w Sanoku, a następnie w Krakowie. Członek Polskiej Partii Socjalno-Demokratycznej Galicji i Śląska Cieszyńskiego. Od 1908 członek jej Komitetu Wykonawczego. Został prezesem zarządu Związku Metalowców w sanockiej Fabryce Wagonów. Od 1905 krajowy sekretarz Związku Metalowców w Krakowie. 
Od października 1918 był przedstawicielem PPSD w Polskiej Komisji Likwidacyjnej, stanowiącej pierwszą polską władzę na terenie Galicji. W sanockim zakładzie stanął na czele strajku trwającego od 6 czerwca do 25 lipca 1919 Fabryce Wagonów.
Od 1919 należał do zjednoczonej Polskiej Partii Socjalistycznej, był członkiem Rady Naczelnej. Od 1928 do 1934 wiceprzewodniczący, a od 1934 do 9 maja 1937 przewodniczący RN PPS, od lutego 1937 członek władz partii, od 9 maja 1937 członek Centralnego Komitetu Wykonawczego PPS.
Członek Centralnego Komitetu Wykonawczego od 1937 do 1939. Od 1920 sekretarz generalny, od 1927 członek egzekutywy, a od 1937 wiceprzewodniczący, a od 23 marca 1939 (po objęciu przez Jana Kwapińskiego urzędu prezydenta Łodzi) przewodniczący Komisji Centralnej Klasowych Związków Zawodowych.
4 marca 1928 został wybrany posłem na Sejm II kadencji (1928–1930). Należał do klubu Związek Parlamentarny Polskich Socjalistów. Sekretarz Związku Zawodowego Metalowców i członek władz krajowych od 1919 do 1939. Był jednym z polskich delegatów na Nadzwyczajne Kongresy Międzynarodowej Federacji Związków Zawodowych: III w 1923, IV w 1927, V w 1930.
Na początku XX wieku zamieszkiwał w podsanockiej Posadzie Olchowskiej. 29 września 1906 poślubił w Sanoku Walerię Konieczną z Posady Olchowskiej (ur. 1879). Później w Sanoku jego domem prywatnym była do końca lat 30. tzw. Willa „Pod Topolami”, przy ówczesnej ul. Zielonej 23, należąca do jego żony (obecnie Dom Harcerza w Sanoku). W Warszawie zamieszkiwał przy ulicy Leszno 53.
We wrześniu 1939 uczestniczył w obronie Warszawy, prowadził sekcję techniczną w ramach Robotniczego Komitetu Pomocy Społecznej, powstałego z inicjatywy PPS. Członek Robotniczego Komitetu Pomocy Społecznej i jeden z organizatorów Robotniczych Brygad Obrony Warszawy. Członek Komitetu Obywatelskiego przy dowódcy Armii „Warszawa”. Według jednego ze źródeł został ciężko ranny w swoim mieszkaniu na ul. Oboźnej, zginął w trakcie bombardowania, gdy przenoszono go do szpitala. Także inne źródło wskazało datę śmierci we wrześniu 1939. Według doniesienia prasowego z 4 października 1939 w tym czasie, jako przedstawiciel związków robotniczych był członkiem Komitetu Obywatelskiego, obradującego nad najważniejszymi sprawami życia Warszawy po jej kapitulacji.